# جيمس ميس (لاعب كرة سلة)
جيمس ميس (بالإنجليزية: James Mays)‏ مواليد 8 مارس 1986 في غارنر، هو لاعب كرة سلة أمريكي. بدأ مسيرته الاحترافية في سنة 2008. يلعب مع فريق تشانغوون إل جي ساكرز في الدوري الكوري لكرة السلة كلاعب وسط. يحمل الرقم 40. يبلغ طوله 6 قدم 9 بوصة (2.1 م). لعب مع بكين دوكز وكابيتانس دي أرسيبو.

## روابط خارجية
- جيمس ميس على موقع الاتحاد الدولي لكرة السلة (الإنجليزية)
- جيمس ميس على موقع كرة السلة الأوروبية.كوم (الإنجليزية)
- جيمس ميس على موقع كلية كرة السلة في سبورتس رفرنس.كوم (الإنجليزية)
- جيمس ميس على موقع ريلجم (الإنجليزية)
- جيمس ميس على موقع بروبوليرز (الإنجليزية)
- جيمس ميس على موقع سبورتس رفرنس (الإنجليزية)
- جيمس ميس على موقع سبورتس رفرنس (الإنجليزية)